# Urera repens
Urera repens là loài thực vật có hoa trong họ Tầm ma. Loài này được (Wedd.) Rendle miêu tả khoa học đầu tiên năm 1917.